# Großgmain
Großgmain – gmina w Austrii, w kraju związkowym Salzburg, w powiecie Salzburg-Umgebung. Według Austriackiego Urzędu Statystycznego liczyła 2543 mieszkańców (1 stycznia 2015).

## Zabytki
- Ruiny zamku Plainburg,
- kościół Wniebowzięcia Najświętszej Maryi Panny,
- fontanna z figurą Maryi.